# Muhsin al-Barazi
Muhsin al-Barazi, arab. ‏محسن البرازي‎ (ur. 1904 w Hamie, zm. 14 sierpnia 1949 w Damaszku) – syryjski polityk, premier Syrii w 1949.

## Życiorys
Pochodził z Hamy. Ukończył prawo na Uniwersytecie Lyońskim w 1930. Trzy lata później był jednym z założycieli Ligi Akcji Narodowej, która postawiła sobie za cel zakończenie rządów Europejczyków na terytoriach zamieszkiwanych przez Arabów. Była to jedyna w ówczesnym mandacie Syrii i Libanu organizacja polityczna o programie panarabskim. Niezależnie od tej aktywności politycznej, al-Barazi był wykładowcą na wydziale prawa Uniwersytetu Damasceńskiego. W kwietniu 1941 wszedł do rządu Chalida al-Azma w charakterze ministra edukacji.
Był bliskim współpracownikiem Szukriego al-Kuwatliego, autorem jego przemówień i doradcą. Podczas I wojny izraelsko-arabskiej na polecenie al-Kuwatliego podróżował po Europie, starając się pozyskiwać poparcie dla Arabów.

### Za rządów Husniego az-Za’ima
Po zamachu stanu Husniego az-Za’ima w marcu 1949 był jednym z nielicznych ludzi z otoczenia al-Kuwatliego, którzy nie zostali zmuszeni do odejścia z polityki. Sprawujący dyktatorskie rządy az-Za’im uczynił go jednym ze swoich doradców, zaś 25 czerwca 1949 mianował premierem, stawiając przed nim zadanie poprawienia wizerunku Syrii na arenie międzynarodowej. Dzięki wysiłkom al-Baraziego rząd Syrii utworzony po przewrocie wojskowym został uznany przez Egipt, Jordanię i Arabię Saudyjską.
Husni az-Za’im zamierzał porozumieć się z Izraelem. W tajemnicy przed syryjską opinią publiczną zaproponował premierowi Izraela Dawidowi Ben Gurionowi uznanie państwa Izrael i przyjęcie w Syrii do 300 tys. wypędzonych Palestyńczyków - znacznie więcej, niż zbiegło do tej pory do Syrii (jedynie 85 tys.). Negocjacje w tej sprawie miał prowadzić al-Barazi, jednak strona izraelska ostatecznie odmówiła podjęcia rozmów.
W czerwcu 1949 do Syrii zbiegł z Libanu twórca i ideolog Syryjskiej Partii Socjal-Nacjonalistycznej Antun Sa’ada. Dążył on do obalenia prezydenta Libanu Biszary al-Churiego i został skazany na śmierć. Husni az-Za’im początkowo przyjął go w Damaszku, następnie jednak wydał Sa’adę policji libańskiej w zamian za uznanie swojego rządu przez Liban. Antun Sa’ada został rozstrzelany. Negocjacje w ten sprawie prowadził al-Barazi, który wkrótce później podpisał z rządem Libanu kilka umów gospodarczych, które miały rozpocząć bliską współpracę obu państw.
W sierpniu 1949 az-Za’im powierzył al-Baraziemu funkcję premiera. Na początku tego miesiąca zgodził się podjąć rozmowy pokojowe z Izraelem, skontaktował się również z ambasadą amerykańską w Syrii, prosząc o poparcie tego kraju dla Syrii w razie porozumienia z Izraelem, które spotkałoby się z oburzeniem innych państw arabskich. Kilka dni później al-Barazi zginął razem z az-Za’imem podczas zamachu stanu przeprowadzonego przez Samiego al-Hinnawiego. Przewodził on grupie oficerów związanych z Syryjską Partią Socjal-Nacjonalityczną, którzy stracili zaufanie do az-Za’ima po tym, gdy doprowadził on do stracenia 
Antuna Sa’ady.